# Soo Line Railroad
Le Soo Line Railroad (sigle de l'AAR: SOO) est la filiale américaine du Canadian Pacific Railway (CP, Canadien Pacifique en français), contrôlée via la Soo Line Corporation, et fait partie des sept compagnies de classe I d'Amérique du Nord. Son quartier général est à Minneapolis.
Le Soo Line fut créé en 1961 par la consolidation du Minneapolis, St. Paul and Sault Ste. Marie Railroad avec deux autres filiales, le Duluth, South Shore and Atlantic Railway, et le Wisconsin Central Railway (1897-1954). Il tire son nom du Minneapolis, St. Paul and Sault Ste Marie Railroad qui était communément appelé Soo Line d'après la prononciation du mot Sault. Il racheta par la suite le Minneapolis, Northfield and Southern Railway en 1982, et le Chicago, Milwaukee, St. Paul and Pacific Railroad (plus connu sous le nom de Milwaukee Road) en 1985 alors qu'il était en faillite. D'un autre côté, une partie du réseau fut attribuée en 1987 au Wisconsin Central Ltd., lequel fut ensuite racheté par le Canadien National.
Le Soo Line et le Delaware and Hudson Railway (une autre importante filiale du CP), exercent leurs activités en tant que Canadien Pacifique, avec une bonne partie du matériel repeint aux couleurs du CP. En 2008, le CP fit l'acquisition du Dakota, Minnesota and Eastern Railroad (en). Pour des raisons d'identification, le Surface Transportation Board des États-Unis regroupe toujours toutes les filiales américaines du CP sous l'appellation de Soo Line.

## Histoire

### Origines
Un consortium de meuniers de Minneapolis fonda le Minneapolis, Sault Ste. Marie and Atlantic Railway, le 29 septembre 1883, afin de relier ces deux villes en évitant Chicago.
Le Canadien Pacifique (CP) en prit le contrôle le 11 juin 1888 et constitua le Minneapolis, St. Paul and Sault Ste. Marie Railway à la suite de la consolidation des quatre compagnies suivantes :
- Minneapolis Sault Ste. Marie & Atlantic Railway,
- Minneapolis & Pacific Railway,
- Minneapolis & St. Croix Railway
- Aberdeen, Bismarck & North Western Railway.

Cette même année le CP racheta le Duluth, South Shore and Atlantic Railway.
Du fait de la prononciation phonétique de Sault, il fut surnommé « Soo Line ». En 1908, le Soo Line acquit la majorité du Wisconsin Central Railway, et obtint à partir de 1909, un bail pour 99 ans. En 1921, le Soo Line fit l'acquisition du Wisconsin and Northern Railroad. Le Wisconsin Central Railway fut placé en redressement judiciaire en 1932, mais finit par faire banqueroute en 1944. De son côté, le Soo Line (Minneapolis, St. Paul and Sault Ste. Marie Railway) fit banqueroute le 31 décembre 1937. Le 1er septembre 1944, le Canadien Pacifique réorganisa le Soo Line sous le nom de  Minneapolis, St. Paul and Sault Ste. Marie Railroad.

### Apparition du Soo Line Railroad

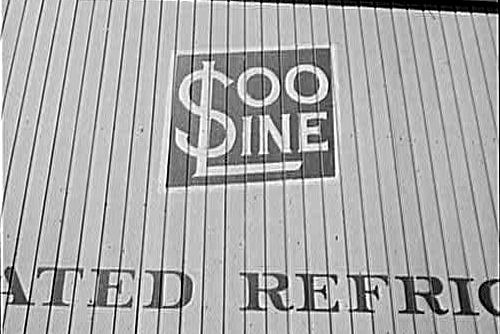
Le logo de Soo Line.

Consciente de l'importance de son surnom « Soo Line », la compagnie le déposa en 1950. Mais ce ne fut que le 30 décembre 1960, que le Canadien Pacifique créa le Soo Line Railroad afin d'y fusionner ses 3 filiales:
- Minneapolis, St. Paul and Sault Ste. Marie Railroad,
- Wisconsin Central Railroad (ex-Wisconsin Central Railway)
- Duluth, South Shore and Atlantic Railway.

Le 2 juin 1982, le Soo Line acheta le Minneapolis, Northfield and Southern Railway (MNS).
Le 21 février 1985, le Soo Line prit le contrôle du Chicago, Milwaukee, St. Paul and Pacific Railroad et le rebaptisa du nom de son surnom: Milwaukee Road Inc. Le Soo Line fusionna le Milwaukee Road, le 1er janvier 1986. Mais face à la faiblesse du trafic, au coût de l'achat du Milwaukee Road et de la pression de l'Interstate Commerce Commission le Soo Line dut vendre son autre filiale Lake States Transportation Division (constituée notamment du Wisconsin Central Railway) le 4 avril 1987, à des investisseurs qui constituèrent le nouveau Wisconsin Central Transportation Corporation.
Le Soo Line représente le réseau américain du Canadien Pacifique, et desservait Chicago et sa région d'est en ouest. En 1992, le Canadien Pacifique qui avait 56 % du Soo Line depuis de nombreuses années, finit par l'acheter totalement. Avec le temps, les machines du Soo Line furent repeintes aux couleurs du CP, effaçant ainsi l'identité du Soo.

De son côté le nouveau Wisconsin Central Transportation ne conserva pas longtemps son indépendance, puisqu'il fut racheté en 2001 par le Canadien National, grand concurrent du CP.

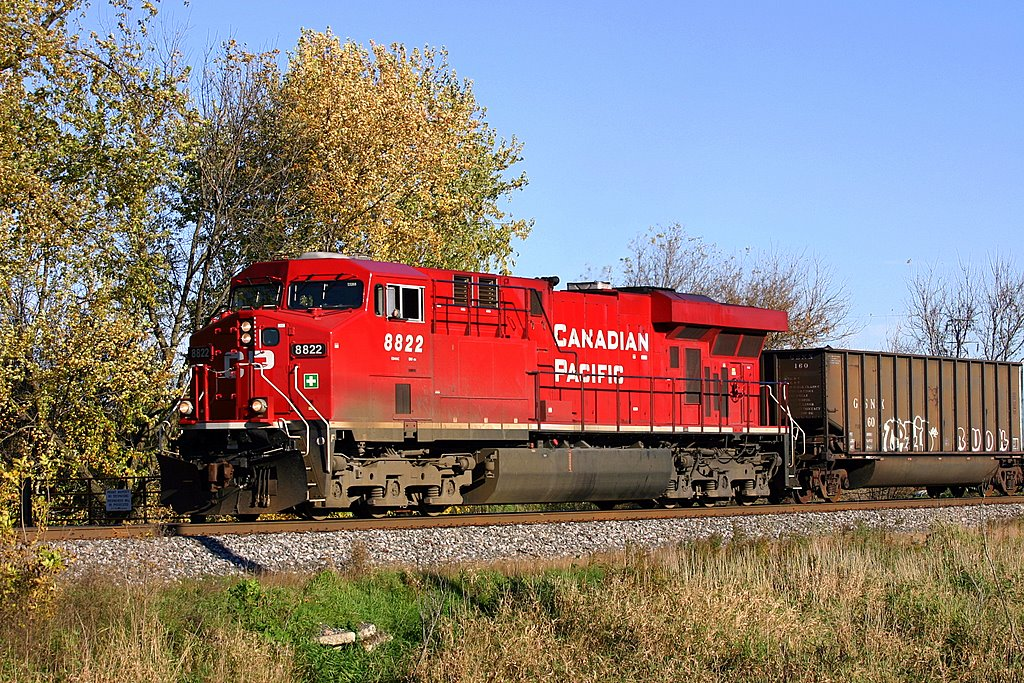
La livrée du Canadien Pacifique, la compagnie mère, a été reprise pour la nouvelle livrée du Soo Line (image de droite).
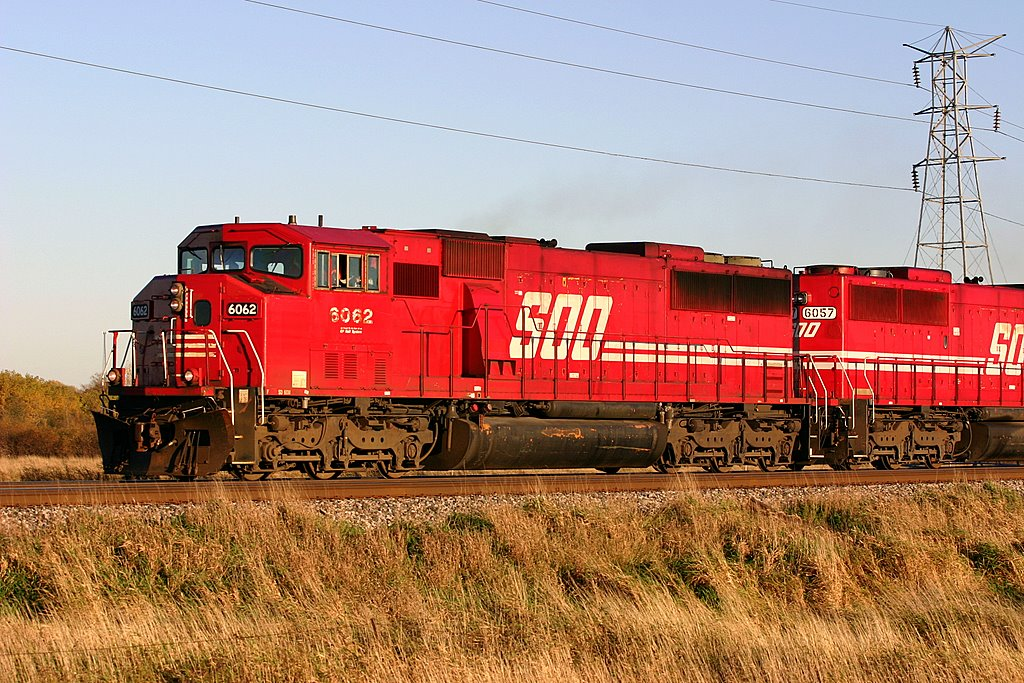
Livrée Soo Line contemporaine.
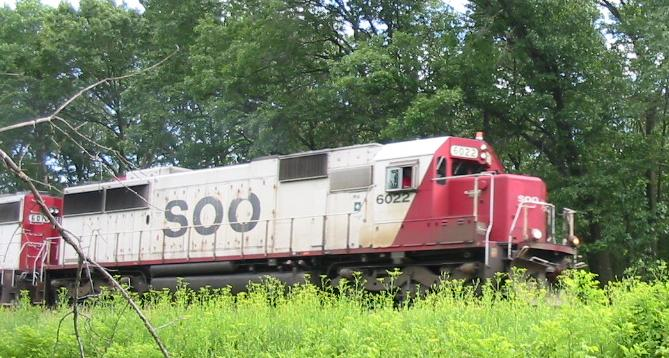
La livrée Soo Line, blanche et rouge à grands caractères noirs, d'avant la livrée rouge contemporaine. Photo prise en 2006.

## Service voyageur
Le Soo Line n'eut jamais un service voyageur important puisque sa route entre Chicago et Minneapolis était plus longue que celles de ses concurrents comme le Chicago, Milwaukee, St. Paul and Pacific Railroad (Milwaukee Road), le Chicago and North Western Railway, et le Chicago, Burlington and Quincy Railroad. D'autre part le Soo n'avait pas d'accès direct vers Milwaukee.
Les principaux trains exploités par le Soo étaient les suivants :
- The Laker: ce train de nuit quittait la gare de Grand Central Station à Chicago pour rejoindre Duluth-Superior, avec une partie qui desservait Minneapolis-St Paul. Une partie supplémentaire relia Ashland (Wisconsin) jusqu'en janvier 1959. Le Laker fut totalement arrêté le 15 janvier 1965.
- The Winnipeger: ce train de nuit reliait Minneapolis-St Paul à Winnipeg (Manitoba). Il fut arrêté en mai 1967.
- La liaison Minneapolis-St. Paul vers l'ouest du Canada: au cours des années 1920 et 1930, le Soo Line exploitait uniquement en été le Soo-Pacific entre Chicago et Vancouver avec le Canadian Pacific Railway. Il prit plus tard le nom de The Mountaineer, et ne circulait plus qu'entre Minneapolis-St Paul et Vancouver; il fut supprimé au début des années 1960. En dehors de la période estivale, il circulait sous le nom de Soo-Dominion entre Minneapolis-St Paul et Moose Jaw (Saskatchewan), où il était combiné avec le Dominion, train transcontinental du Canadian Pacific Railway.
- Un train de nuit assurait la liaison entre Minneapolis-St Paul et Sault Ste Marie (Michigan); il fut arrêté en mars 1959.

De plus des trains régionaux circulaient entre Chicago et Minneapolis-St. Paul, Duluth-Superior et Minneapolis St. Paul, Duluth et Thief River Falls (Minnesota). En été, un service de trains locaux circulant le long de la route du The Mountaineer, permettaient de soulager ce dernier. Lors de la fusion des trois filiales du Canadian Pacific donnant naissance au Soo Line le 30 décembre 1960, le Duluth South Shore & Atlantic Railway apporta le Copper Country Limited qui était exploité conjointement avec le Milwaukee Road. Le train assurant la liaison Chicago-Champion-Calumet fut arrêté le 8 mai 1968.

## Matériel préservé

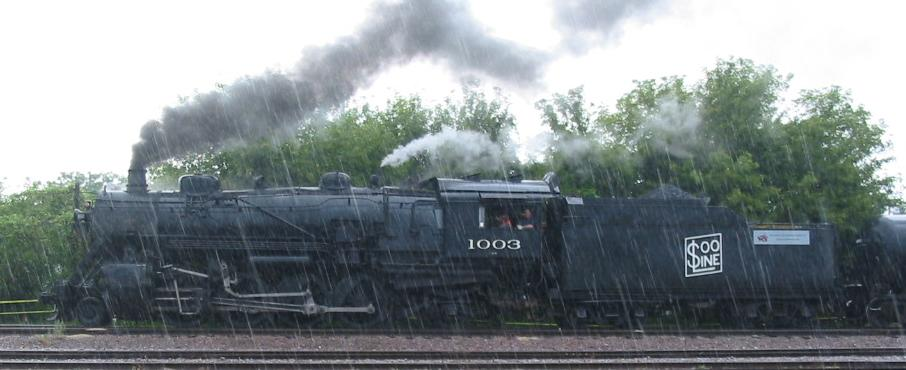
La Soo Line n°1003 sous la pluie à Madison, Wisconsin.

Plusieurs locomotives du Soo Line, dont certaines en état de marche, se retrouvent dans différents museums des États-Unis. Cette liste indique les machines les plus représentatives.
- Soo Line n°1003 : machine restaurée de type 2-8-2, construite en 1913 par Alco.
- Soo Line n°2719 : machine restaurée de type 4-6-2, construite en 1923 par Alco. Cette machine remorqua le dernier train à vapeur du Soo Line en 1959.
- Soo n°500 : machine diesel EMD F7 Ladysmith WI
- Soo n°2500 : exposée au Minnesota Transportation Museum de Duluth (Minnesota).
- Soo n°703 : exposée au Colfax Railroad Museum de Colfax (Wisconsin)
- Soo n°700 : EMD GP30 restaurée pour servir sur le réseau du North Shore Scenic Railroad de Duluth (Minnesota).

### Biographie
1. Abbey, Wallace W (1984). The Little Jewel. Pueblo, Colorado: Pinon Productions. LCCN 84-14873.  (ISBN 0-930855-00-0).
2. Dorin, Patric C (1979). The Soo Line. Burbank, California: Superior Publishing Company. LCCN 79-12204.  (ISBN 0-87564-712-X).
3. Gjevre, John A. (1990) [1973]. Saga of the Soo, West from Shoreham (second ed.). Morehead, Minnesota: Gjevre Books. LCCN 90-90283.